# Diplazium mattogrossense
Diplazium mattogrossense är en majbräkenväxtart som beskrevs av Gonçalo António da Silva Ferreira Sampaio.
Diplazium mattogrossense ingår i släktet Diplazium och familjen Athyriaceae. Inga underarter finns listade i Catalogue of Life.